# Vivian El Jaber
Vivian El Jaber (17 novembre 1964) è un'attrice argentina.

## Biografía
Ha studiato recitazione dal 1984 al 1988 insieme a Norman Briski e Roberto Saiz.I suoi primi ruoli furono nel 1986 con De la pupila para adentro, Cappuccetto Rosso, F.E.A e De la pupila para adentro ed altre opere. El Jaber è anche autrice, infatti ha vinto la 2ª Biennale di Arte Giovane a Buenos Aires, grazie all'opera F.E.A e inoltre ha scritto anche un libro. Dall'anno successivo è in attività nel settore delle pubblicità.
Poi prese parte ad alcune opere che gli hanno portato al successo in Argentina, come El cuento del violín, dove è nel cast protagonista, Pagar el pato e Té negro.
In televisione arriva nel 1991 con Cha Cha Cha, dove interpreta vari personaggi, poi continua con programmi come De la cabeza, Mia solo mia e Trillizos, ¡dijo la partera!. Ha anche partecipato alla telenovela Batticuore, trasmessa anche in Italia ed è stata tra i co-protagonisti di Palermo Hollywood Hotel. Nel 2007 ha recitato ne Il mondo di Patty, dove interpreta il ruolo della truffatrice, amica di Bianca, Dorina. Il 25 maggio 2007 ha avuto un incidente stradale, mentre stava andando a svolgere in teatro Il mondo di Patty, ma l'attrice ne è uscita senza lesioni gravi. Nel 2010 è stata impegnata in televisione con Alguien que me quiera, nel ruolo di Bianca ma dopo un periodo di registrazione l'attrice ha deciso di ritirarsi dal programma.
È anche nel cast protagonista dell'opera teatrale El impostor apasionado insieme a Martín Bossi.

## Carriera

### Cinema
- El 48, diretto da Alejandra Marino (2004)
- Chiche Bombón, diretto da Fernando Musa (2004)
- Tocar al cielo, diretto da Marcos Carnevale (2007)
- Cosa piove dal cielo? (Un cuento chino), diretto da Sebastián Borensztein (2011)

### Televisione
- Cha cha cha - serie TV (1991-1997)
- Mía sólo mía - serie TV (1997)
- Gasoleros - serial TV (1998)
- Trillizos, ¡dijo la partera! - serial TV (1999)
- Tiempo final - serial TV (2001 - 1 episodio)
- Cuatro amigas - serial TV (2001)
- Batticuore (Máximo corazón) - serial TV (2002-2003)
- Los de la esquina - serial TV (2004)
- Mosca & Smith - miniserie TV
- Los Roldán - serial TV (2005)
- Botines - serial TV (2005)
- Flor - Speciale come te (Floricienta) - serial TV (2005)
- Palermo Hollywood Hotel - serial TV (2006)
- No hay 2 sin 3 - serial TV (2006)
- Il mondo di Patty (Patito Feo) - serial TV (2007-2008)
- Alguien que me quiera - serial TV (2010)
- El Pueblo del Pomelo Rosado - miniserie TV (2012)
- Farsantes - serial TV (2013-2014)
- Guapas - serial TV (2014)
- Viudas e hijos del rock and roll - serial TV (2014-2015)
- Educando a Nina - serial TV (2016)
- La caída - miniserie TV (2018)
- Argentina, tierra de amor y venganza - serial TV (2019)

## Programmi televisivi
- De la cabeza (América 2, 1992-1993)

## Teatro
- De la pupila para adentro, regia di Roberto Saiz (1986)
- El frac rojo, regia di Carlos Gorostiza (1988)
- Las Papakiriaquidas, regia di Diego González (1988 - scritto dalla Jaber)
- F.E.A., regia di Diego González (1991-1993)
- La cantante calva, di Eugène Ionesco (1995-1996)
- Ansata, regia di Mónica Gazpio e Vivian El Jaber (2000)
- Derechas, regia di José María Muscari (2001)
- Té negro, di Vivian El Jaber (2002-2003)
- El cuento del violín, regia di Gastón Cerana (2005-2006)
- Patito Feo - La historia más linda en el Teatro, regia di Ricky Pashkus (2007)
- M, el impostor, regia di Ana Sans, Manuel Wirzt (2009)
- El impostor apasionado, regia di Evelyn Bendjeskov, Manuel Wirtz (2010-2011)

## Riconoscimenti
- Premio Sin Cortes
  - 1991 – Rivelazione femminile per Cha Cha Cha[7]
- Premio Teatro del Mundo
  - 2005 – Miglior interpretazione per El cuento del violin[7]
- Premio Martín Fierro
  - 2014 – Attrice di reparto per Farsantes[9]

## Doppiatrici italiane
Nelle versioni in italiano dei suoi film, Vivian El Jaber è stata doppiata da:
- Monica Gravina in Il mondo di Patty[10].
- Anna Lana in  Batticuore.